# Tettigonia fumosa
Tettigonia fumosa är en insektsart som först beskrevs av Ge et Zhang 1991.  Tettigonia fumosa ingår i släktet Tettigonia och familjen dvärgstritar. Inga underarter finns listade i Catalogue of Life.